# Parque nacional Cumbres Coolah
Cumbres Coolah es un parque nacional en Nueva Gales del Sur (Australia), ubicado a 258 km al noroeste de Sídney.

## Datos
- Área: 106 km²
- Coordenadas: 31°45′03″S 150°04′17″E / -31.75083, 150.07139
- Fecha de Creación: 5 de julio de 1996
- Administración: Servicio Para la Vida Salvaje y los Parques Nacionales de Nueva Gales del Sur
- Categoría IUCN: II

Véase también: Zonas protegidas de Nueva Gales del Sur